# Wulkow
Wulkow is een plaats en voormalige gemeente in de Duitse deelstaat Saksen-Anhalt, en maakte deel uit van het district Jerichower Land.
Wulkow telde op 31 december 2005 400 inwoners. Wulkow behoort sinds 25 mei 2009 tot de gemeente Jerichow.

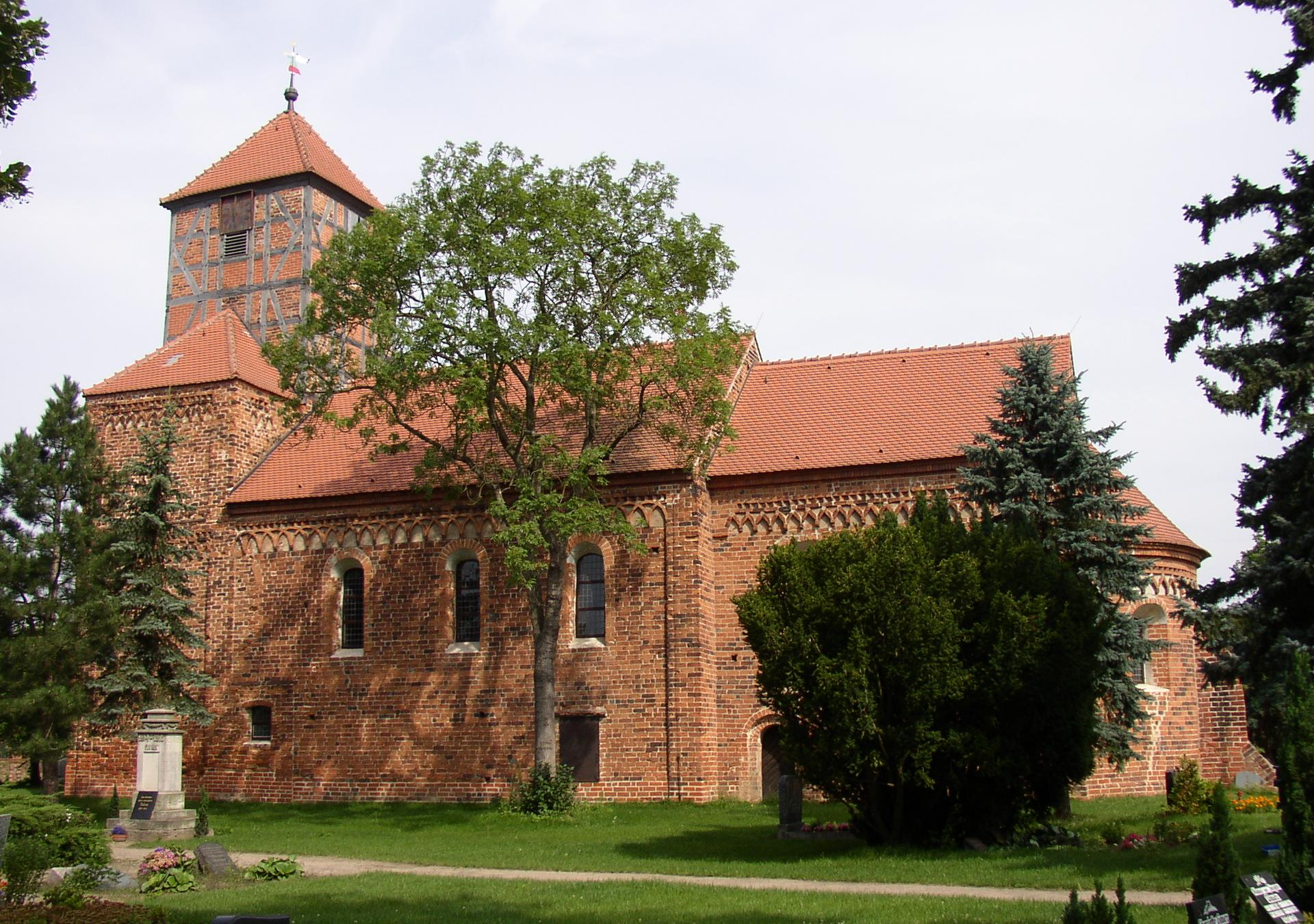
Kerk van Großwulkow